# Batman Theme
Batman Theme è un brano musicale composto da Neal Hefti per la serie televisiva Batman del 1966.
Quasi esclusivamente strumentale, il pezzo è costruito intorno a un riff di chitarra che ricorda le colonne sonore dei film di spionaggio e la musica surf. Ha una progressione blues in 12 misure, utilizzando solo tre accordi fino alla coda.

## Il brano
Il coro che urla: «Batman!» per undici volte è costituito da quattro tenori e quattro soprani del The Ron Hicklin Singers. Un malinteso comune è che il ritornello sia in realtà una sezione di fiati, una voce iniziata poco dopo la fine della serie TV nel 1968, e che venne riportata da Adam West nel suo libro del 1994 Back to the Batcave, dove egli scrisse erroneamente che il tema prevedeva fiati piuttosto che voci. Neal Hefti, il compositore della canzone, affermò che il coro era costituito da otto cantanti, e che uno di loro scrisse scherzosamente sul proprio spartito, "parole e musica di Neal Hefti". Secondo TV's Biggest Hits di Jon Burlingame, che include un'intervista a Hefti circa la creazione della canzone, il brano consiste di "chitarra basso, basso tuba e percussioni per creare un ritmo guida, mentre un coro a otto voci canta «Batman!» in armonia con i fiati".
In aggiunta alla versione originale di Neal Hefti, e la versione di Nelson Riddle della colonna sonora del film, altre versioni furono incise da The Marketts (singolo Batman Theme e album The Batman Theme by The Marketts), The Ventures (The Ventures Play the "Batman" Theme, Dolton BST8042, 3/1966), Al Hirt, The Standells e dall'attore/musicista David McCallum.
In oltre mezzo secolo dal suo debutto, la canzone è stata parodiata molte volte. Il tema è stato reinterpretato da dozzine di artisti, inclusi Link Wray, Voivod, The Jam, The Who, e The Kinks.

## Cover
- Jimmy Bowen Orchestra and Chorus nell'album Sunday Morning with the Comics (1966).[9]
- Eminem imita il tema nella sua canzone Without Me del 2002.
- Jan & Dean nel loro album Jan and Dean Meet Batman del 1966.
- The Who incisero una reinterpretazione del tema nel 1966. Questa venne originariamente pubblicata nell'EP Ready Steady Who, ma da allora è stata ripubblicata come bonus track nell'edizione CD di A Quick One.[8]
- Harry James nel suo album Live at the Riverboat (1966).[10]
- The Kinks suonarono una reinterpretazione del tema in concerto alla Kelvin Hall di Glasgow nel 1967. La canzone faceva parte di un medley e fu inclusa nel disco Live at Kelvin Hall.
- The Jam nel loro album di debutto In the City del 1977.[7]
- Nel 1966, un album intitolato Batman and Robin: The Sensational Guitars of Dan and Dale fu pubblicato da alcuni membri della Sun Ra Arkestra e The Blues Project.[11] La traccia di apertura è una cover di Batman Theme, mentre il resto del disco è un misto di jam session strumentali e versioni moderne di classici, tutti a tema Batman.
- I Voivod nell'album Dimension Hatröss (1988).[6]
- John Zorn nell'album Naked City del 1990.
- The Well Paid Scientists (Henry Cullen & Dave Lalouche) hanno prodotto un remix acid techno intitolato To The Batrave......Let's Go  (1998).
- Snoop Dogg campionò Batman Theme per il suo pezzo Batman & Robin incluso nell'album Paid tha Cost to Be da Bo$$ (2002).

## Lascito
- Il tema della canzone fu citata e utilizzata come spunto da George Harrison per la base musicale di Taxman, canzone di apertura dell'album dei Beatles Revolver (1966).[12]
- Prince e R.E.M. utilizzarono elementi del tema dello show televisivo nelle loro opere: Prince nella canzone Batdance (inclusa nella colonna sonora del film Batman di Tim Burton del 1989), e i R.E.M. in un brano rifiutato per la colonna sonora di Batman Returns, in seguito pubblicata con il titolo Winged Mammal Theme, come B-side del singolo Drive.[13] Nel corso di un'intervista concessa a Oprah Winfrey, Prince suonò il tema al pianoforte in risposta alla domanda: «Hai imparato a suonare da solo a sette anni? Ti ricordi la tua prima canzone?»[14]